# ميكو ألبورنوز
ميكو مارتين ألبورنوز إنولا (بالإسبانية: Miiko Martín Albornoz Inola)‏ (ولد في 30 نوفمبر 1990 في ستوكهولم) لاعب كرة قدم دولي تشيلي يلعب حاليا لصالح نادي مالمو في مركز الظهير والجناح منذ 2011.

## مسيرته الكروية
لعب ميكو ألبورنوز خلال مسيرته الاحترافية مع 3 أندية في أربعة عشر موسمًا وسجل خلالها 14 هدفًا ضمن 279 مباراة. ولم يفز بأي موسم بالكأس وفاز في موسمين بالدوري.
خاض ميكو ألبورنوز مسيرته مع نادي برومابويكارنا في موسم 2008 ليلعب معه أربعة مواسم، مشاركًا في 82 مباراة سجل خلالها 9 أهداف. ثم انتقل إلى نادي مالمو في موسم 2011 ليلعب معه أربعة مواسم، حيث شارك في 68 مباراة سجل خلالها 4 أهداف. لينتقل بعدها إلى نادي هانوفر 96 في موسم 2014–15 ليلعب معه ستة مواسم، مشاركًا في 129 مباراة سجل خلالها هدفًا واحدًا.

## روابط خارجية
- ميكو ألبورنوز على موقع الاتحاد الدولي (مؤرشف)  (الإنجليزية)
- ميكو ألبورنوز على موقع الاتحاد الأوربي (الإنجليزية)
- ميكو ألبورنوز على موقع اتحاد السويد (السويدية)
- ميكو ألبورنوز على موقع قاعدة بيانات كرة القدم.إي يو (الإنجليزية)
- ميكو ألبورنوز على موقع بيانات كرة القدم. دي إي (الألمانية)
- ميكو ألبورنوز على موقع ناشيونال فوتبول تيمز (الإنجليزية)
- ميكو ألبورنوز على موقع Soccerway.com (الإنجليزية)
- ميكو ألبورنوز على موقع عالم كرة القدم.نت (الإنجليزية)
- ميكو ألبورنوز على موقع AS.com (الإسبانية)